# Gare de Goshogawara
La gare de Goshogawara (五所川原駅, Goshogawara-eki) est une gare ferroviaire de la ville de Goshogawara, dans la préfecture d'Aomori au Japon. Elle est exploitée par les compagnies JR East et Tsugaru Railway.

## Situation ferroviaire
La gare est située au point kilométrique (PK) 125,7 de la ligne Gonō. Elle marque le début de la ligne Tsugaru Railway.

## Histoire
La gare est inaugurée le 25 septembre 1918.

## Service des voyageurs

### Accueil
La gare dispose d'un bâtiment voyageurs, avec guichets, ouvert tous les jours.

### Desserte

#### JR East
- Ligne Gonō :
  - voie 1 : direction Ajigasawa et Fukaura
  - voie 2 : direction Hirosaki et Aomori

#### Tsugaru Railway
- Ligne Tsugaru Railway :
  - voie 3 : direction Kanagi et Tsugaru-Nakasato